# William Chomsky
Ze'ev "William" Chomsky (ucraniano: Зеев Хомський; 15 de janeiro de 1896 — 19 de julho de 1977) foi um gramático estadunidense, importante estudioso da língua hebraica. Nascido na atual Ucrânia, antigo Império Russo, mudou-se para os Estados Unidos em 1913, onde realizou suas atividades de pesquisa e permaneceu até a morte.